# Pentacosiomedimnos
Los Pentacosiomedimnos (griego antiguo Πεντακοσιομέδιμνοι, pentakosiomedimnoi), según las fuentes atenienses, la reforma (c. 594 a. C. / 593 a. C.) del legislador Solón, constituía una de las cuatro clases censitarias atenienses, junto a los tetes, los zeugitas y los hippeis. El reformador separó a los atenienses en cuatro categorías, cuatro clases, basadas en la producción agrícola de sus tierras. Disponían de una renta anual superior o igual a 500 medimnos de productos secos (como el trigo) y líquidos (como el aceite o el vino), de ahí su nombre.
Después de Solón, cualquier ciudadano lo suficientemente rico como para unirse a la pentakosiomedimnoi podría (en teoría) aspirar a poseer cualquier posición política en Atenas. Sin embargo, los miembros de los genoi (clanes) de los eupatriadai, que se consideraban descendientes de la antigua aristocracia ateniense, siguieron desempeñando un papel importante en el gobierno de Atenas y de la sociedad, a través del control de determinados cultos religiosos y la posible influencia en los grupos sociales que componían el dêmos (el pueblo) como un todo.
Se estima que representaban el 10% de los ciudadanos atenienses. Los pentacosiomedimnos formaban parte de la clase censitaria más elevada. Podían acceder a todas las magistraturas posibles, y la de estratego eran los únicos que la podían obtener. Asimismo de entre ellos eran elegidos por sorteo los diez tesoreros de Atenea, uno por cada tribu.
Instruidos y con gran soltura en los discursos políticos, a menudo eran ellos los que tomaban la palabra en la Ekklesía (Asamblea ateniense) y, por lo tanto dominaban, de hecho, la escena política ateniense. Los grandes nombres del siglo V a. C., como Pericles, Nicias o Alcibíades, eran pentacosiomedimnos. 
En las sesiones de la Boulé (Consejo de los Quinientos) o de la Ekklesía (Asamblea del pueblo ateniense), el pentacosimedimno que no se presentaba era multado con tres dracmas, con dos el hippeis y con una el zeugita.
Debido a su gran riqueza, eran los que pagaban la liturgias, como la trierarquía (equipamiento de los trirremes), al ser la más onerosa.